# Hans-Werner Engels

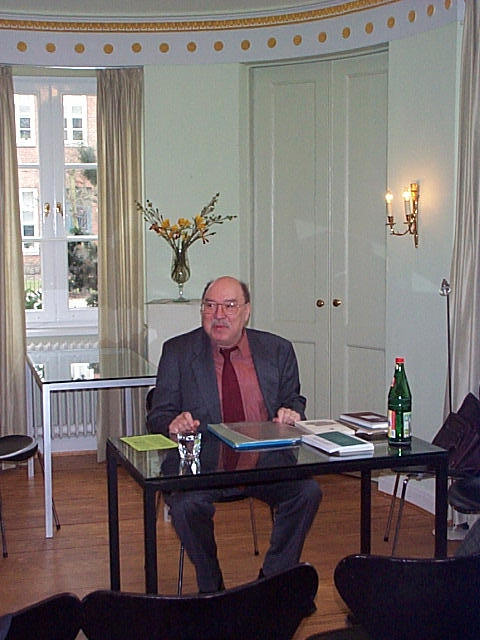
Hans-Werner Engels bei einem Vortrag im Heine-Haus

Hans-Werner Engels (* 8. Juli 1941 in Essen; † 19. April 2010 in Hamburg) war ein deutscher Gymnasiallehrer, Sachbuchautor und Lokalhistoriker.

## Leben
Hans-Werner Engels stammte aus dem Ruhrgebiet. Von 1952 bis 1954 besuchte er das altsprachliche Burggymnasium in Essen, von 1954 bis 1958 die mathematisch-naturwissenschaftlich orientierte Alfred-Krupp-Schule. Nach seinem Umzug auf die Insel Langeoog war er Schüler des dortigen Nordsee-Gymnasiums und legte am 22. September 1962 eine externe Abiturprüfung in Hannover ab.
Im Herbst 1962 nahm er ein Studium der Geschichte und Germanistik an der Universität Münster auf, das er in Hamburg fortsetzte. Nach dem Ersten Staatsexamen, das er im Juni 1968 an der Universität Hamburg ablegte, wandte er sich der Politologie zu. Eine geplante Promotion über Friedrich Christian Laukhard (1757–1822) brachte Engels trotz Förderung durch ein Graduiertenstipendium nicht mehr zum Abschluss, sondern trat 1969 als Referendar am Hamburger Gymnasium Blankenese und am Ernst-Schlee-Gymnasium in Hamburg-Groß Flottbek in den Schuldienst ein.
Im März 1971 legte er das Zweite Staatsexamen ab, wurde 1974 zum Studienrat ernannt und war bis 1989 am Gymnasium Krieterstraße in Hamburg-Wilhelmsburg als Lehrer für Geschichte, Politik und Deutsch tätig. Von 1989 bis 1995 unterrichtete er als Oberstudienrat am Friedrich-Ebert Gymnasium in Hamburg-Harburg. Von August 1995 bis zu seiner Pensionierung im März 1999 war er wissenschaftlicher und pädagogischer Mitarbeiter im Hamburger Schulmuseum.

## Wirken
Seit den 1970er Jahren war Hans-Werner Engels publizistisch tätig. Seinem Lehrer und Vorbild Walter Grab folgend, konzentrierte er sich darauf, die Rezeption der Französischen Revolution und die Lebensgeschichten der deutschen Jakobiner zu erforschen. Zu den Gestalten, deren Wirken und Schriften er in Erinnerung brachte, gehörten Friedrich Christian Laukhard, Johann Georg Kerner, Joachim Lorenz Evers (1758–1807), Heinrich Würzer und Karl Friedrich Reinhard. Zur Lokal- und Theatergeschichte von Hamburg und Altona lieferte er ebenfalls Beiträge. Nach seinem Tod übergaben seine Erben Rechte an Texten zum Harvestehuder Revolutionsfest an das gemeinnützige Hamburg-Geschichtsbuch. Dort wurden sie zur Entwicklung von Unterrichtsmaterial und für die Entwicklung eines Videos genutzt.
Engels war Mitglied der Varnhagen Gesellschaft, vor der er im Jahr 2003 im Altonaer Heine-Haus einen Gedenkvortrag zum 200. Todestag von Klopstock hielt.
Am 21. November 1994 verlieh der Zentralausschuss der Hamburgischen Bürgervereine seine höchste Auszeichnung, den Portugaleser in Bronze, an Hans-Werner Engels.

## Bibliothek
Hans-Werner Engels besaß eine große Bibliothek mit einer umfangreichen Sammlung zu Altona und St. Pauli und deren Geschichte. Nach Engels unerwartetem Tod 2010 blieb das Schicksal der Bibliothek längere Zeit ungewiss. Jedoch gelang es der Hamburger Universität mit der Unterstützung der Jan Philipp Reemtsma Stiftung zur Förderung von Wissenschaft und Kultur, die Sammlung zu erwerben und 2015 mit ihrer Katalogisierung zu beginnen.

## Schriften
Aufsatzsammlung
- Michael Mahn, Rainer Hering (Hrsg.): Der Französischen Revolution verpflichtet. Ausgewählte Beiträge eines Hamburg-Historikers (= Bibliothemata. Band 25). Bautz, Nordhausen 2015, ISBN 978-3-88309-924-8, S. 371–406 (Schriftenverzeichnis).

Monographien
- mit Hans-Günther Freitag: Altona. Hamburgs schöne Schwester. Geschichte und Geschichten. Axel Springer, Hamburg 1982; 2. Auflage. Christians, Hamburg 1991, ISBN 3-7672-1135-1.
- Georg Kerner (1770–1812) und die Philanthropische Gesellschaft in Hamburg. Ein Beitrag zum Thema Hamburg zur Zeit der Französischen Revolution. Hamburg 1989

Herausgeberschaften
- Gedichte und Lieder deutscher Jakobiner (= Deutsche revolutionäre Demokraten. Band 1). Metzler, Stuttgart 1971.
- Christian von Massenbach: Historische Denkwürdigkeiten zur Geschichte des Verfalls des preußische Staats seit dem Jahr 1794. Friedrich Buchholz: Gallerie preußischer Charaktere. Zweitausendeins, Frankfurt am Main 1979 (Haidnische Alterthümer)
- (mit Andreas Harms) Friedrich Christian Laukhard: Leben und Schicksale. 5 Theile in 3 Bänden. Zweitausendeins, Frankfurt am Main 1987 (Haidnische Alterthümer)
- „Die furchtbare Hymne.“ Die Marseillaise in Deutschland. Lieder und Gedichte gegen den ungerechten Krieg. Universität des Saarlandes, FR 8.1 (Germanistik), Saarbrücken 1989 (Revolutions-Reflexe in der deutschen Literatur Heft 5, Kleines Archiv des achtzehnten Jahrhunderts Heft 7)
- Heinrich Würzer: Ein Spazziergänger in Altona (1801-1804). Wohlleben, Hamburg 1997, ISBN 3-88159-048-X. (Meiendorfer Druck N° 42)